# Северный Юнгас
Северный Юнгас (исп. Nor Yungas) — провинция в Боливии, расположенная на севере департамента Ла-Пас. Является частью исторического региона Юнгас, включающего также провинцию Южный Юнгас.
Административный центр — город Коройко.
Население — 36.327 человек. На территории провинции преобладает морской климат.